# Steven Godfroid
Steven Emmanuel Godfroid (Charleroi, 16 marzo 1990) è un ex calciatore belga naturalizzato ruandese, di ruolo centrocampista.

## Statistiche

### Cronologia presenze e reti in nazionale
| Cronologia completa delle presenze e delle reti in nazionale ― Ruanda | Cronologia completa delle presenze e delle reti in nazionale ― Ruanda | Cronologia completa delle presenze e delle reti in nazionale ― Ruanda | Cronologia completa delle presenze e delle reti in nazionale ― Ruanda | Cronologia completa delle presenze e delle reti in nazionale ― Ruanda | Cronologia completa delle presenze e delle reti in nazionale ― Ruanda | Cronologia completa delle presenze e delle reti in nazionale ― Ruanda | Cronologia completa delle presenze e delle reti in nazionale ― Ruanda |
| Data                                                                  | Città                                                                 | In casa                                                               | Risultato                                                             | Ospiti                                                                | Competizione                                                          | Reti                                                                  | Note                                                                  |
| --------------------------------------------------------------------- | --------------------------------------------------------------------- | --------------------------------------------------------------------- | --------------------------------------------------------------------- | --------------------------------------------------------------------- | --------------------------------------------------------------------- | --------------------------------------------------------------------- | --------------------------------------------------------------------- |
| 10-6-2012                                                             | Kigali                                                                | Ruanda                                                                | 1 – 1                                                                 | Benin                                                                 | Qual. Mondiali 2014                                                   | -                                                                     |                                                                       |
| 16-6-2012                                                             | Calabar                                                               | Nigeria                                                               | 2 – 0                                                                 | Ruanda                                                                | Qual. Coppa d'Africa 2013                                             | -                                                                     |                                                                       |
| 14-11-2012                                                            | Kigali                                                                | Ruanda                                                                | 2 – 2                                                                 | Namibia                                                               | Amichevole                                                            | -                                                                     | 79’                                                                   |
| 20-3-2013                                                             | Kigali                                                                | Ruanda                                                                | 0 – 1                                                                 | Libia                                                                 | Amichevole                                                            | -                                                                     | 45+1’                                                                 |
| Totale                                                                |                                                                       | Presenze                                                              | 4                                                                     |                                                                       | Reti                                                                  | 0                                                                     |                                                                       |